# Cisti (medicina)
La cisti, o ciste, è una cavità o sacca, normale o patologica, chiusa da una membrana ben distinta, contenente un materiale liquido o semisolido. Le raccolte di liquido non delimitate da membrana vengono definite pseudocisti, mentre le raccolte di pus vengono definite ascessi. Di forma generalmente rotondeggiante, possono presentarsi singolarmente o in numero variabile.
Una volta formata, una cisti può scomparire da sé o può richiedere di essere rimossa chirurgicamente.

## Eziologia
Le cisti possono essere congenite, cioè nascere da adesioni di pieghe nello stadio embrionale, o possono essere causate da infiammazioni, come per esempio nel caso di borse sierose che si sviluppano in prossimità di articolazioni. Talvolta sembrano comparire senza causa apparente.
In alcuni casi le cisti rappresentano uno stadio del ciclo vitale di alcuni parassiti, come l'echinococco.

## Sintomi
Le cisti possono avere effetti di compressione sui tessuti circostanti; i loro effetti variano secondo la posizione e il volume.

## Forme e degenerazioni della cisti
Di séguito si elencano alcune cisti caratteristiche di un certo tessuto o organo:
- Cisti ovarica
- Cisti pilonidale
- Cisti aracnoidea
- Cisti di Tarlov
- Cisti perineuriale
- Cisti periradicolare sacrale
- Cisti sebacee
- Cisti trichilemmale
- Cisti di Baker
- Cisti di Bartolino
- Cisti mammaria
- Cisti da trauma
- Cisti renale
- Cisti epatica
- Cisti da echinococco
- Cisti sinoviale
- Cisti avventiziale
- Cisti dermoide

Altre patologie sono correlate a una degenerazione nello sviluppo della cisti. La fibrosi cistica è un esempio di disordine genetico per cui la cisti si sviluppa nei tessuti del polmone e secerne muco negli alveoli, riducendo la capacità polmonare e causando tosse persistente.

### Neoplasia cistica
La maggior parte delle cisti presenti nel corpo è di tipo benigno (disfunzionali). Esistono però anche neoplasie ad aspetto cistico sia in origine, come nel caso delle neoplasie a origine ghiandolare, sia in seguito a degenerazione della massa tumorale. Esempi di neoplasie che tendono a presentarsi con aspetto cistico sono il carcinoma adenoido-cistico, le neoplasie del pancreas, l'ameloblastoma, il tumore cheratocistico.

## Trattamento
Il trattamento varia dalla semplice enucleazione della cisti tramite curette alla sua resezione. Ci sono cisti che regrediscono autonomamente e l'unico trattamento è l'osservazione di possibili sintomi collegati o infezioni.